# Albert Sánchez
Albert Sánchez Saura (Esplugues de Llobregat, 1 april 1987) is een Spaans voetbalcoach.

## Carrière
Sánchez speelde als voetballer voor bescheiden clubs als Sant Ildefons en Levante Las Planas. Op 24-jarige leeftijd hing hij zijn voetbalschoenen aan de haak om zich te wijden aan zijn trainerscarrière. Sánchez ging de vrouwenploeg van Levante Las Planas trainen. Hier boekte hij meteen succes: in zijn debuutseizoen leidde hij de club naar een historische promotie naar de Primera División Femenina. In het seizoen 2012/13 eindigde Levante Las Planas onder zijn leiding elfde.
Na zijn debuutseizoen op het hoogste niveau bij de vrouwen ging Sánchez aan de slag als jeugdtrainer bij RCD Espanyol, waar hij onder andere Pipa, Javi Puado en Adrià Pedrosa coachte. Vanaf 2016 was hij er ook verantwoordelijk voor de methodiek. Dit deed hij tussen 2015 en 2017 gelijktijdig ook voor SCR Peña Deportiva.
In 2018 vertrok Sánchez bij Espanyol. Om zich verder te ontwikkelen, trok hij naar het buitenland: tussen 2018 en 2021 was hij aan de slag bij Beijing Sport University FC, Qadsia SC en Al-Fateh SC. Bij die laatste club fungeerde hij als jeugdtrainer en technisch directeur. 
In 2021 ging Sánchez aan de slag bij FC Barcelona. Hij begon er als de assistent van Óscar López bij FC Barcelona Juvenil A. De jeugdploeg van Barcelona won op het einde van het seizoen 2021/22 de División de Honor Juvenil de Fútbol en vervolgens voor het eerst in elf jaar de Copa de Campeones. Een jaar later stroomde Sánchez door naar FC Barcelona Atlètic, waar hij de assistent werd van Rafael Márquez. Toen laatstgenoemde in de zomer van 2024 assistent-bondscoach van Mexico werd, schoof Sánchez door naar de positie van hoofdtrainer van het B-elftal van Barcelona.
1 Astralaga ·
2 Trilli ·
4 Mbacke ·
5 Domínguez ·
6 Prim ·
7 Alarcón ·
8 Garrido ·
9 Percan ·
10 Unai ·
11 Barberà ·
12 Piera ·
13 Kochen ·
14 Kochen ·
16 Sánchez ·
17 López ·
18 Ureña ·
19 Dacosta ·
20 Fernández ·
21 Darvich ·
23 Olmedo ·
24 Cédric ·
32 Farré ·
39 Soma ·
41 Yaakobishvili ·
Coach: Milà
· Assistent-coach: Clavero